# Bob Goodlatte
Bob Goodlatte, właśc. Robert William Goodlatte (ur. 22 września 1952 w Holyoke) – amerykański polityk, członek Partii Republikańskiej i kongresman ze stanu Wirginia (w latach 1993-2019).